# مستطيل مساحي (جغرافيا)

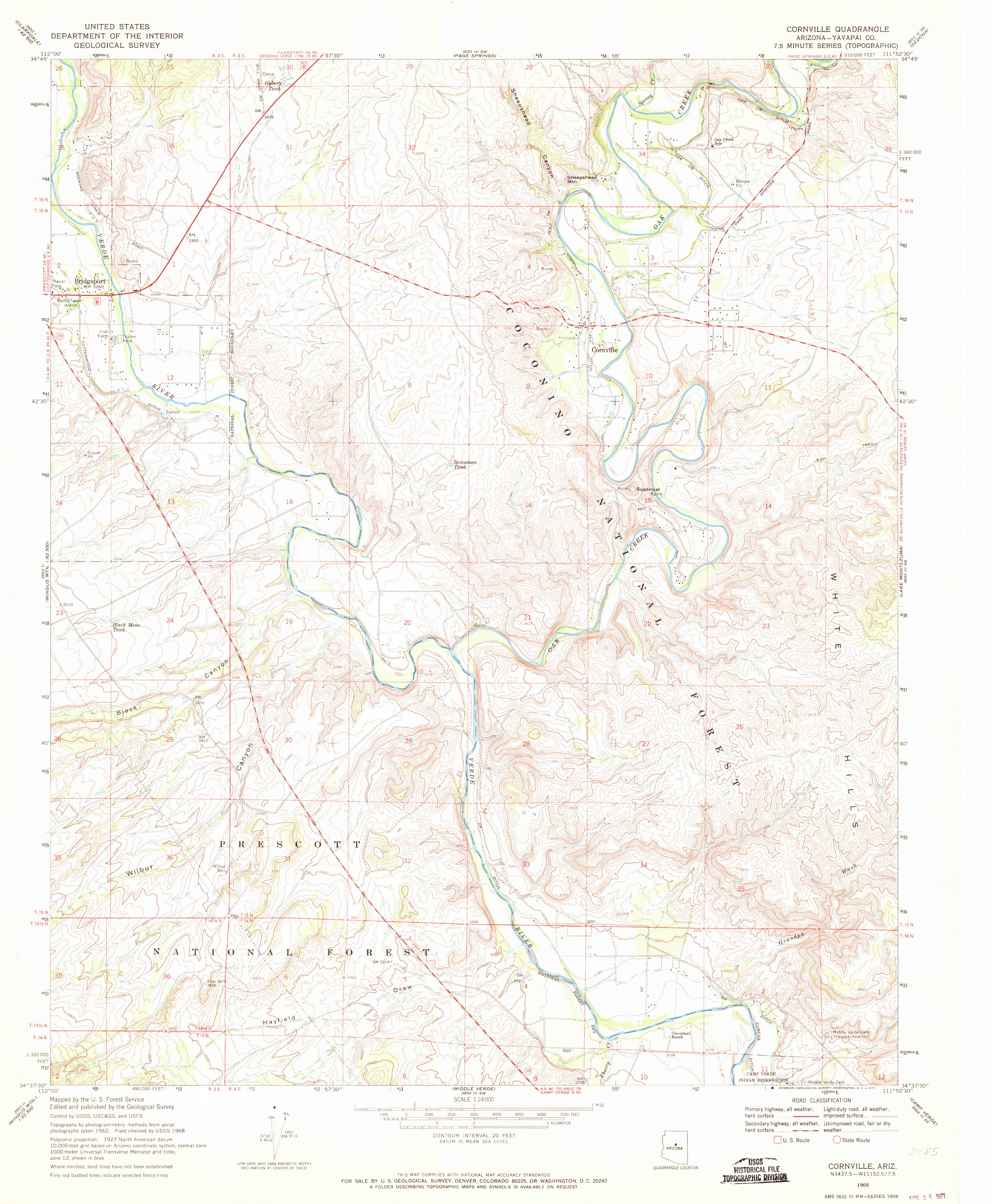
مستطيل مساحة يعرف بإسم "رباعي كورنفيل" صدر عام 1968 من قبل هيئة المسح الجيولوجي الأمريكية.

المستطيل المساحي (بالإنجليزية: Quadrangle)‏ هو خريطة جغرافية وطوبوغرافية تقوم هيئة المسح الجيولوجي الأمريكي بإنشائها وتغطي كافة انحاء الولايات المتحدة، كل خريطة تأخذ إسمها من التضاريس الطبيعية الموجودة ضمنها، وإختصاراً تستعمل اللاحقة «رباعي؛quad» مع اسم الخريطة للتعبير عنها، كمثال «رباعي رانجر-كريك وتيكساس»، بين عامي 1947-1992 إستبدلت هيئة المسح الجيولوجي الأمريكي الخرائط القديمة بسلسلة خرائط جديدة للولايات المتحدة بمعدل مسح 7.5 دقيقة وربع مساحة سلسلة الخرائط القديمة ذات مسح 15 دقيقة.
مسح الـ 7.5 دقيقة يغطي مستطيل بمساحة بين 49–70 ميل2 (130–180 كـم2).
بالإضافة إلى ذلك تقوم هيئة المسح الجيولوجي بإعداد مستطيلات مساحية لعدد من كواكب المجموعة الشمسية كالمريخ بالإضافة إلى القمر تصنيف وتسهيل دراسة جغرافية السطح.